# ВК-003
ВК-003 або Снайперська гвинтівка Конєва (СВК) — високоточна снайперська гвинтівка розроблена в Білорусі, вперше показана в 2003 році в Мінську. Призначена для полювання, матчевої (спортивної) стрільби, озброєння підрозділів спеціального призначення. Гвинтівка має купчастість бою на рівні 0,5-1 МОА (14-17 мм на відстані 100 м).

## Опис
Конструктивно, гвинтівка являє собою зброю ручного перезарядження за допомогою поздовжньо-ковзного затвора, побудована за модульною схемою з можливістю зміни калібру шляхом заміни ствола і групи затвора.
Ствол вільно вивішений і не торкається цівки, під різний калібр куль їх різьблять за схемою, розробленою Конєвим.
Ствольна коробка закритого типу (переднє і заднє кільця не роз'єднані, а пов'язані, а на цій «зв'язці» знаходиться посадочне місце для оптичного прицілу) укріплена на шині з алюмінію, яка, в свою чергу, зафіксована в ложі з полімеру з алюмінієвими вставками: така схема максимально виключає вплив вологості і температури навколишнього середовища на зброю, а також підвищує жорсткість конструкції, що в свою чергу, забезпечує вищу точність стрільби.
Кріплення шини в композитній ложі проходить через розділовий шар спеціального клею, який поглинає вібрацію при пострілі. До того ж, застосування в конструкції зброї шини, дозволяє плавно розподілити зусилля при відбої: відбій плавно розтягується в часі і майже не відчувається стрільцем.
Спроектований і запатентований Конєвим поздовжньо-ковзний затвор з прямолінійним ходом, що забезпечує дуже високий ступінь замикання, замикає канал ствола при повороті на 60° на три бойових упори.
Тип відбивача — плунжерний, це забезпечує однаково надійне викидання гільзи після пострілу як при різкому ході затвора, так і при плавному.
Ударно-спусковий механізм з регульованим зусиллям спуску і положенням (величини ходу) спускового гачка. З тильного боку затвора розташований перемикач ручного трипозиційного запобіжника, який окрім положень «вогонь» і «запобіжник», має проміжне положення, що дозволяє відмикати і замикати затвор, але виконання пострілу при цьому неможливо.
Живлення набоями виконується зі знімного магазина на 5 набоїв, або стандартного магазина для СВД на 10 набоїв калібру 7,62 × 54 мм R, або з магазина M-21 на 10 або 20 набоїв калібру .308 Winchester. Конструкція гвинтівки дозволяє заряджати її не лише з магазина, а й через гільзовикидний отвір.
Складні двохопорні сошки кріпляться або на посадковому місці на шині, або на антабку.
Нижня поверхня ложі виконана плоскою, що дозволяє використовувати її як опору при стрільбі з різних упорів типу мішків з піском.
У передній частині запобіжної скоби знаходиться засувка вилучення магазина. Приклад зброї регульований як по довжині, так і по висоті упору під щоку.
Механічні прицільні пристосування відсутні. Спочатку, гвинтівка комплектувалася оптичним прицілом ПОСП 8×42.
Конструкція зброї дозволяє налаштовувати гвинтівку під стрільця правшу або шульгу. Крім того, за бажанням замовника, стволи комплектуються або дуловим гальмом, або приладом для безшумної стрільби (тактичним глушником).